# Flokksmenn
Los Flokksmenn fue un grupo rebelde que surgió en el siglo XV en la villa oriental de Hattarvík (isla de Fugloy), que se levantó contra la dominación danesa. Controlaban y devastaron la zona norte de las islas durante mucho tiempo. Su historia se considera uno de los relatos más importantes en referencia a los intentos de secesión de la población feroesa y una de las más importantes del folclore de las islas Feroe.
Entre los más notables caudillos, según los representantes daneses en el gobierno de Thorshavn, estaban Høgni Nev, Rógvi Skel y Hálvdan Úlvsson, todos ellos de Hattarvík, y Sjúrður við Kellingará, de Kirkja. 
Sjúrður við Kellingará era considerado el más inteligente, pero se vio forzado a unirse a la facción más militante de la rebelión encabezada por Høgni Nev y Hálvdan Ulvsson, quienes ostentaban una actitud más abiertamente criminal que Sjúrður. Todos ellos fueron capturados y sentenciados a muerte. No obstante, a Sjúrður við Kellingará le fue concedido el perdón y una amnistía, pero manifestó que no podría seguir viviendo con los crímenes que los otros habían cometido durante su pequeña rebelión y solicitó ser ejecutado junto a todos los flokksmenn.